# Lana di vetro

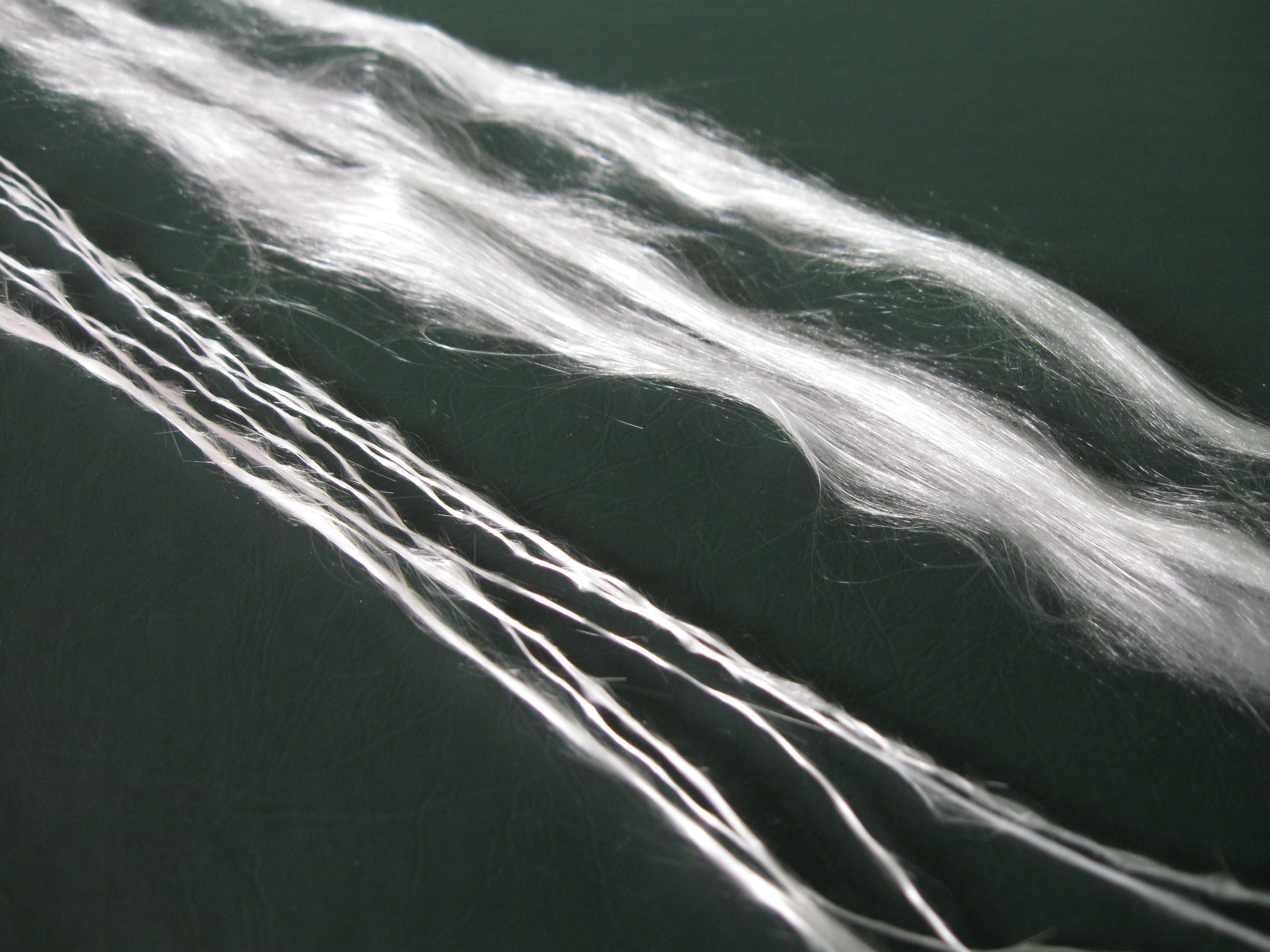
Fibre di lana di vetro

La lana di vetro è un silicato amorfo ottenuto dal vetro ed è un materiale molto versatile, utilizzato soprattutto in edilizia e nei silenziatori dei veicoli a motore endotermico.

## Produzione
La lana di vetro viene prodotta portando a fusione ad una temperatura compresa tra i 1300-1500 °C una miscela di vetro e sabbia che successivamente viene convertita in fibre, con l'aggiunta di un legante che aumenta la coesione delle fibre stesse ottenute. Questa fibra viene quindi riscaldata a circa 200 °C e sottoposta a calandratura per conferirle ulteriore resistenza meccanica e stabilità. Infine la lana di vetro viene tagliata ricavandone rotoli o pannelli per azione di pressioni elevate.

## Proprietà

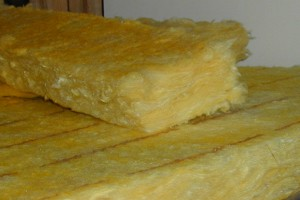
Lana di vetro utilizzata come isolante

Questo materiale ha la capacità di essere:
- Isolante termico
- Isolante acustico
- Fonoassorbente
- Incombustibile

Queste proprietà sono dovute alla sua struttura macroscopica lanuginosa che attenua i rumori, ed inglobando grandi quantità d'aria isola dal calore, inoltre riesce a resistere a temperature molto alte, grazie alla sua elevata resistenza al calore. La lana di vetro, inoltre, ha un costo molto basso che di fatto la rende preferibile ad altri tipi d'isolante, come il sughero che risulta molto costoso.
Un altro materiale paragonabile alla lana di vetro è la lana di roccia.